# コオロギ亜科
コオロギ亜科 (コオロギあか、Gryllinae) は、昆虫綱バッタ目（直翅目）キリギリス亜目（剣弁亜目）コオロギ科の1亜科である。

## 分類
Wikispeciesより
- Gryllini コオロギ族 - イエコオロギ、エンマコオロギ、フタホシコオロギ、マメクロコオロギ、ヨーロッパクロコオロギ
  - ヨーロッパイエコオロギ属 Acheta
  - フタホシコオロギ属（コオロギ属） Gryllus
  - エンマコオロギ属 Teleogryllus
- Modicogryllini - オカメコオロギ、カマドコオロギ、クマコオロギ、ダンボコオロギ、ツヅレサセコオロギ、ヒメコオロギ、ヒメコガタコオロギ
- Sciobiini
- Unassigned - オチバコオロギ、ハネナシコオロギ

クマスズムシなど Sclerogryllinae を Sclerogryllini として含める説もある。